# قنات ابراهیم‌آباد اراک
قنات ابراهیم‌آباد یک رشته قنات در روستای ابراهیم‌آباد واقع در دهستان مشک‌آباد از توابع بخش مرکزی شهرستان اراک است و از جمله قنات‌های ایرانی ثبت‌شده در میراث جهانی یونسکو است.
تاریخچه این قنات به قرن ششم و هفتم هجری قمری بازمی‌گردد. مادرچاه آن ارتفاعات هفتاد قله است و به صورت یک رشته شرقی- غربی با طول ۱۱ کیلومتر آب مورد نیاز کشاورزی و شرب اهالی روستای ابراهیم‌آباد را تأمین می‌کند. این قنات در دو بافت مارنی و کنگلومرایی ایجاد شده و با شیب ملایمی از مبدأ به مظهر می‌رسد. این قنات شامل رشته اصلی و دو رشته فرعی است که شاخه اصلی دارای ۳۱۱ چاه (میله)، و رشته‌های فرعی دارای ۱۵ وو ۲۲ حلقه چاه می‌باشند.

## ثبت در میراث جهانی یونسکو
در چهلمین اجلاس میراث جهانی یونسکو که ژوئیه ۲۰۱۶ در استانبول برگزار شد، یازده قنات ایرانی به عنوان بیستمین اثر ایران بر اساس دو معیار از ۶ معیار فرهنگی کمیته میراث جهانی شامل گواهی بی‌همتا یا دست‌کم استثنایی بر یک سنت فرهنگی و نمونه‌ای برجسته در معماری یا تکنولوژی که مرحله مهمی از تاریخ بشر را نشان دهد، در فهرست میراث جهانی قرار گرفت. پرونده ۱۱ قنات ایرانی با داشتن تکنولوژی متفاوت و با قدمت بیش از ۲۵۰۰ تا ۲۰۰ سال به یونسکو جهت ثبت جهانی ارائه شد و پس از بررسی و تأیید کارشناسان یونسکو این پرونده ثبت و در فهرست آثار جهانی قرار گرفت.
یازده قناتی که ثبت جهانی شده‌اند، هرکدام به لحاظ قدمت، نوع معماری، عمق، طول و مشخصاتی از این دست، منحصر به فرد و بی نظیر هستند. قنات ابراهیم‌آباد نیز به عنوان یکی از این قنات‌های یازده‌گانه قنات به دلیل پیشینه و قدمت تاریخی بالای آن در فهرست میراث جهانی یونسکو به ثبت رسید. این اثر تاریخی – فرهنگی در سال ۱۳۹۳ با شماره ۳۱۱۵۰ در فهرست آثار ملی ایران نیز به ثبت رسیده است و نخستین اثر تاریخی استان مرکزی است که در فهرست آثار میراث جهانی یونسکو جای گرفته است.